# Kanton Saint-Genis-Laval
Saint-Genis-Laval is een voormalig kanton van het arrondissement Lyon in het Franse departement Rhône.
Het kanton omvatte de gemeenten Brignais, Chaponost, Saint-Genis-Laval en Vourles. Op 1 januari werd uit het departement Rhône de Métropole de Lyon gevormd en de gemeente Saint-Genis-Laval werd daarin opgenomen. Het kanton Saint-Genis-Laval werd opgeheven en de overige gemeenten, die wel onderdeel bleven van het departement Rhône, werden opgenomen in het nieuwgevormde kanton Brignais.